# Hnilák smrkový

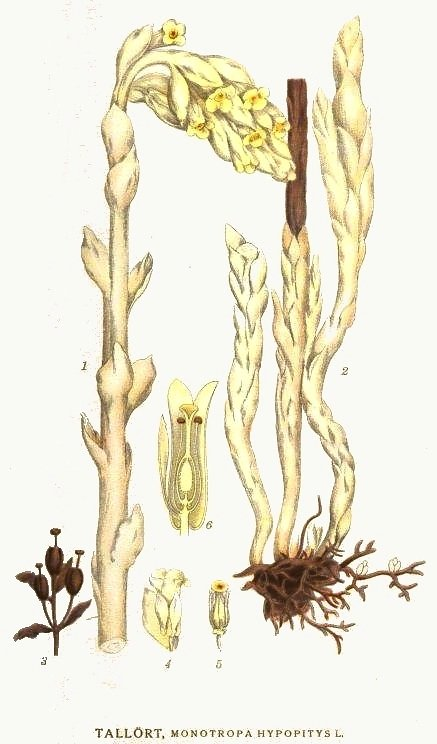
Nákres hniláku smrkového

Hnilák smrkový (Monotropa hypopitys) je vytrvalá, vzrůstem nižší bylina bez chlorofylu, která získává výživné látky mykorhizou. Je jedním ze dvou druhů úzkého rodu hnilák vyznačující se symbiotickým způsobem života s půdními houbami, bez kterých není schopen růst.

## Rozšíření
Druh je rozšířen v severních oblastech severní polokoule. Roste téměř v celé Evropě (vyjma nejjižnějších částí přiléhajících ke Středozemnímu moři) a v západní Sibiři. Ostrůvkovitě se dále vyskytuje v Malé Asii, okolo Kavkazu, v centrální Sibiři a na Dálném východě. Vyrůstá také v Severní Americe až po Mexiko. V České republice je poměrně vzácný, vyskytuje se jen roztroušeně a převážně ve vyšších polohách.

## Ekologie
Obvykle je nacházen v různých lesních společenstvech na silikátových podložích. Častěji volí stinná a vlhčí místa, jen ojediněle světlejší a sušší. Je to geofyt a jeho fenologické optimum bývá v červnu a červenci. K životu nepotřebuje světlo, neprobíhá u něj fotosyntéza, díky tomu je schopen růst i v tmavých lesích.

## Výživa
Je mykoheterotrofní, což je zvláštní mykorhizní rostlina zcela bez chlorofylu. Běžné mykorhizní rostliny mají alespoň částečně zachovanou fotosyntézu a získávající pomoci hub vodu a minerální látky, kdežto hnilák bez fotosyntézy navíc čerpá přes houby i cukry, které si sám není schopen vytvořit. Houby získávají cukry ze zelených rostlin a hnilák je dostává transportem přes houby. V tomto případě vlákna půdní houby (nejčastěji čirůvky) jsou současně propojena jak s kořeny hniláku, tak i s kořeny zelené rostliny (obvykle jehličnan).

## Popis
Jedna nebo několik jednoduchých, vzpřímených, voskově žlutých až nahnědlých lodyh, vysokých 10 až 25 cm, vyrůstá z krátkého, vytrvalého, hustě propleteného kořene. Tlustá, dužnatá a křehká lodyha je střídavě porostlá přisedlými, vejčitými, nezelenými šupinami, 0,5 až 1 cm dlouhými, do kterých se redukovaly listy. Lodyha nese hustý hrozen skládající se z 10 až 15 pravidelných, oboupohlavných květů. Po odkvětu lodyha černá a usychá, kořen přezimuje a na jaře vypouští nové lodyhy.
Převislé, od spodu rozkvétající květenství je tvořeno čtyřčetnými květy, přičemž vrcholový květ je pětičetný. Po odkvětu, při tvorbě plodů, se květenství vztyčuje a prodlužuje. Šupinovité listence jsou vejčitě kopinaté, podobný tvar mají i kališní lístky které někdy chybí. Skloněná, zvonkovitě otevřená, volnoplátečná koruna má obvejčité, na bázi vakovité, světle žluté plátky 10 až 15 mm velké. Listence po okraji a korunní plátky jsou z vnitřní strany brvité, stejně jako osm až deset tyčinek rostoucích ve dvou kruzích i svrchní semeník s krátkou čnělkou zakončenou nálevkovitou bliznou. Semeník je vytvořen čtyřmi plodolisty, pod kterými jsou žlázky s nektarem. Rostlina vykvétá v červnu a červenci, ne však každoročně; pokud nemá dostatek živin lodyha nevyroste.
Plodem je obvejčitá, čtyřpouzdrá tobolka obalená zaschlým okvětím. Bývá 8 mm dlouhá, otvírá se chlopněmi a obsahuje četná, velmi drobná semena která roznáší vítr. Ploidie druhu je 2n = 48.

## Ohrožení
Hnilák smrkový, původní druh české květeny, se v ČR vyskytuje jen vzácně. Je proto v „Červeném seznamu cévnatých rostlin České republiky z roku 2012“ zařazen mezi ohrožené druhy (C3).

## Galerie

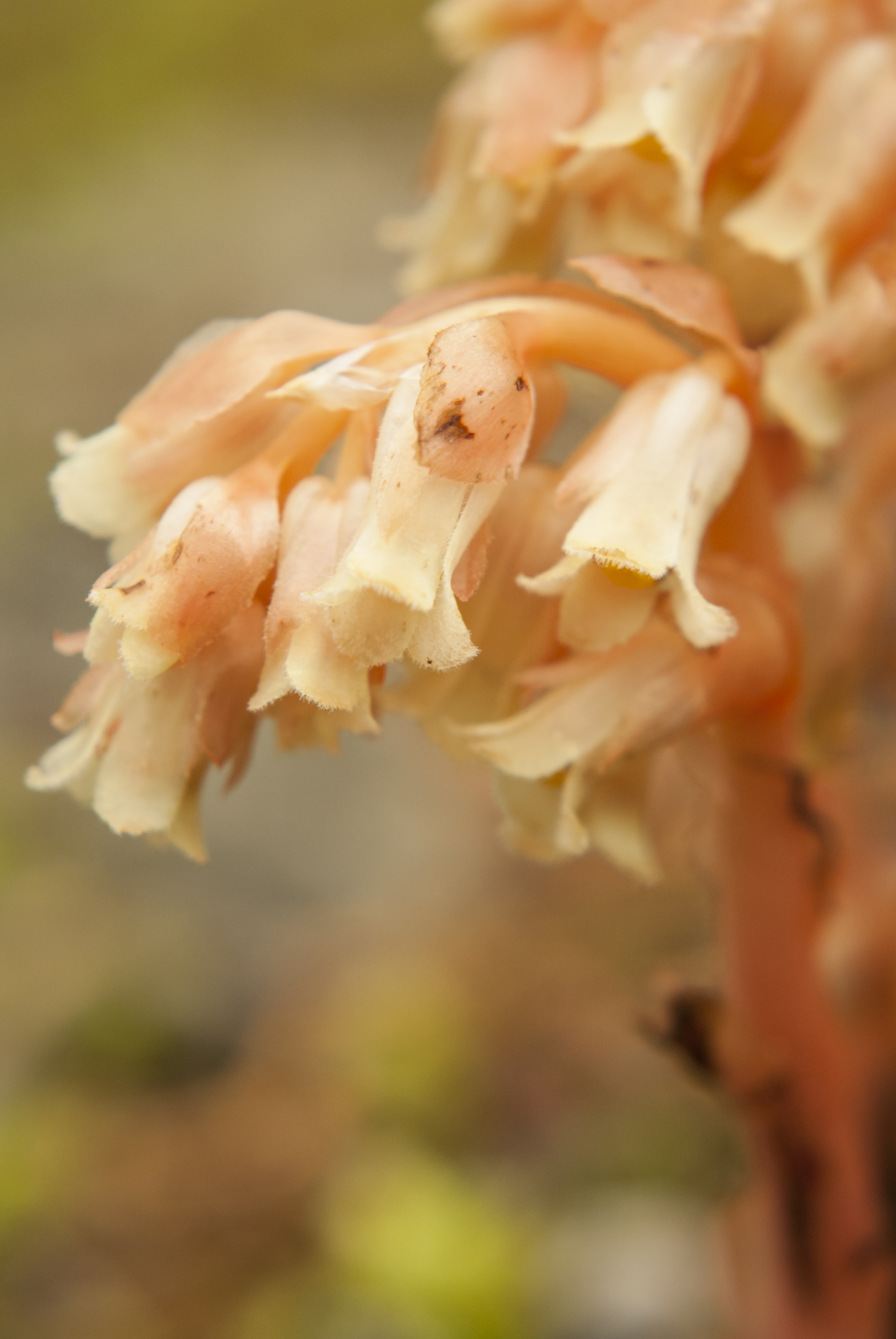
Květy
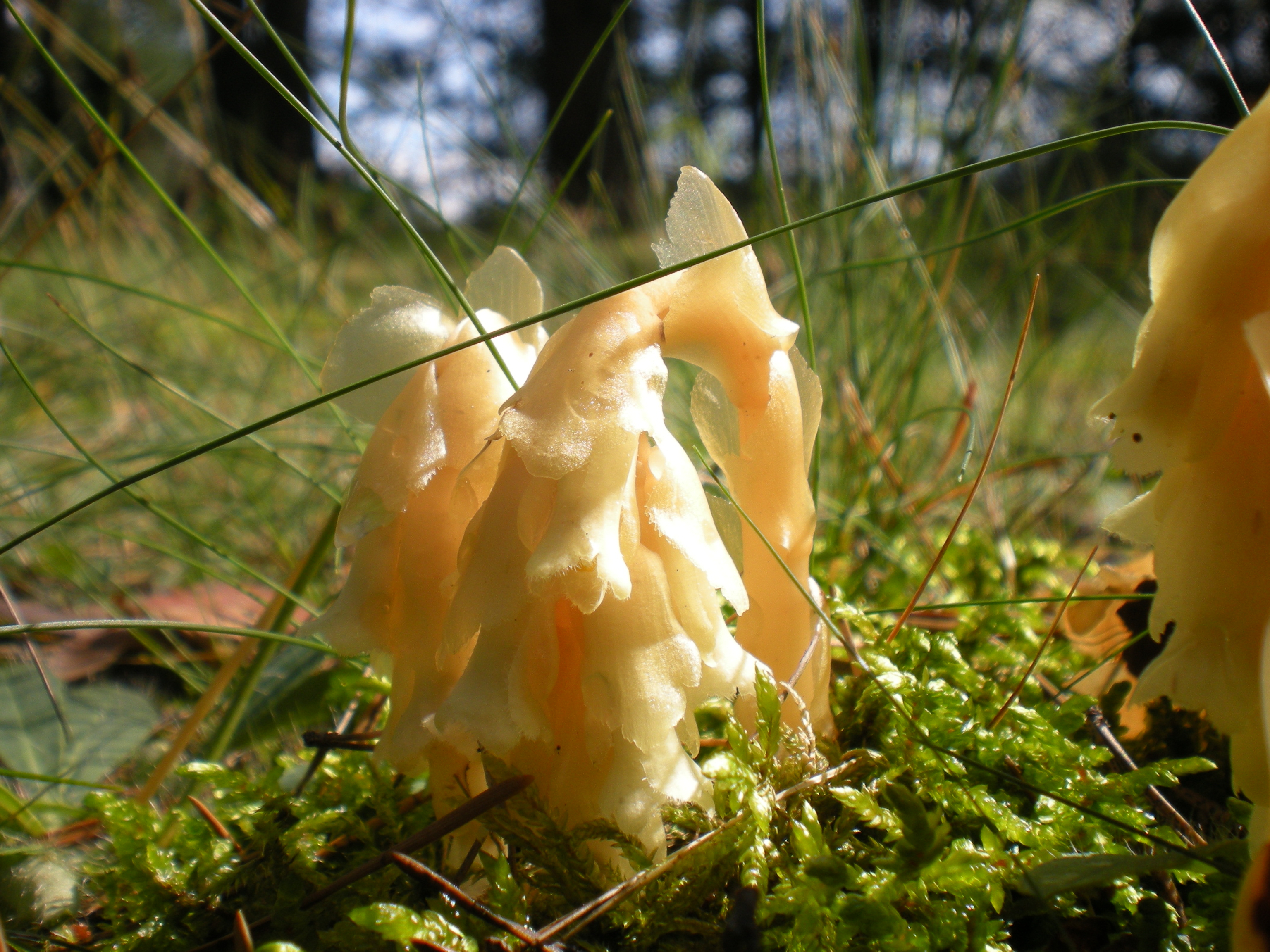
Lodyha se skloněným květenstvím
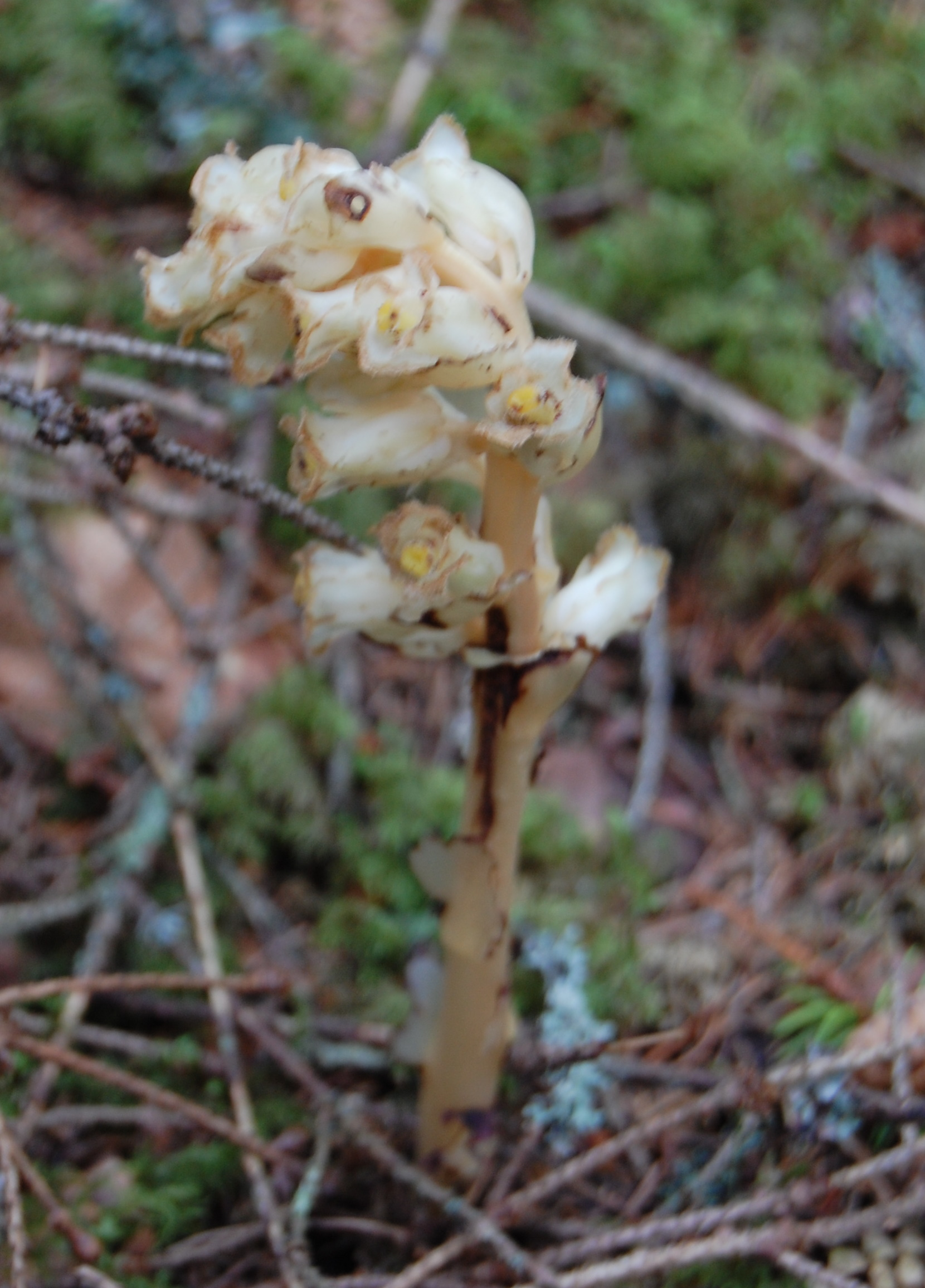
Vztyčující se květenství
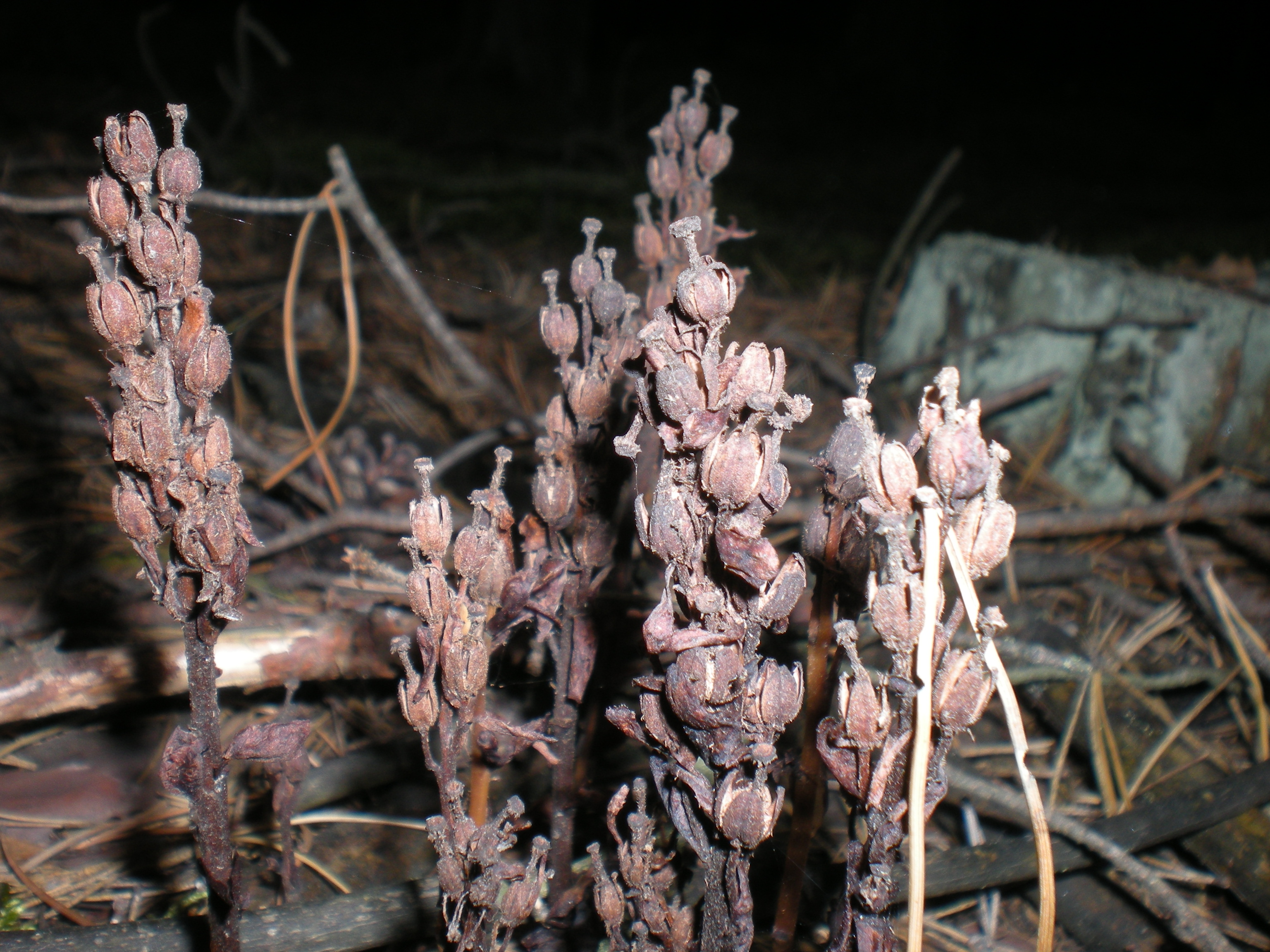
Zralé tobolky